# Lungehindekræft
Lungehindekræft (malignt pleuralt mesoteliom) er en sjælden kræftform, der primært opstår i lungehinden.
Knap 100 tilfælde konstateres årligt i Danmark, og kræftformen rammer langt hyppigere mænd.
Forskere anslog i 2004, at 100.000 mennesker i den rige del af verdenen vil dø som følge af sygdommen.
Årsagen til de fleste tilfælde er indhånding af asbeststøv.
Asbestarbejdere er derfor i særlig risiko, og sygdommen opstår i gennemsnit 35 år efter man har arbejdet med asbest.

## Behandling
Behandlingen af lungehindekræft kan være afhængig af om den er lokaliseret eller diffus.
I de sjældne tilfælde med en lokaliseret sygdom kan behandlingen være kemoterapi efterfulgt af operation og stråleterapi, der i nogle tilfælde kan være helbredende.
Ved diffus sygdom er der i dag ingen helbredende behandling men kemoterapi eller lindrende behandling bruges.
Kemoterapien kan være en kombinationsbehandling for eksempel med pemetrexid (markedført af Eli Lilly som Alimta) plus cisplatin eller carboplatin plus vinorelbine.
De amerikansk sundhedsmyndigheder, U.S. Food and Drug Administration, godkendte i 2004 kombinationen Alimta med cisplatin.
Det har status som "orphan drug".
I klinisk forsøg har kombinationen vist sig af kunne forlænge overlevelse til omkring 12 måneder (i mediantal) mod omkring 9 måneder for cisplatin alene.
Et dansk forsøg fra Rigshospitalet, Aalborg og Århus har vist en median overlevelsestid på næsten 17 måneder med kombinationen cisplatin og vinorelbine.

## Erstatning
Arbejdsskadestyrelsen har givet op til 631.000 kr. i erstatning plus eventuel kompensation for tabt arbejdsfortjeneste.
Før 2007 blev kun omkring halvdelen af tilfældene anmeldt, da lægerne ikke indberettede tilfældene.
Dette problem medførte en forespørgsel i Folketinget og en ændring i arbejdsskadesikringsloven så der nu sker en tvungen overførsel af data fra Sundhedsstyrelsen til Arbejdsskadestyrelsen.

## Henvisning
1. ↑  "Hvad er lungehindekræft?". (Webside ikke længere tilgængelig)
2. ↑  "Asbest-epidemi på vej". information.dk. 31. januar 2004.
3. 1 2  Anne-Mette Arvad Hansen (24. september 2007). "Behandling af lungehindekræft". www.cancer.dk. Arkiveret fra originalen 16. juli 2007. Hentet 25. september 2008.
4. ↑  "FDA Approves First Drug for Rare Type of Cancer". FDA. 5. februar 2004.
5. ↑  J. B. Sørensen, H. Frank, T. Palshof (2008). "Cisplatin and vinorelbine first-line chemotherapy in non-resectable malignant pleural mesothelioma". British Journal of Cancer. 99: 44-50. doi:10.1038/sj.bjc.6604421.{{cite journal}}:  CS1-vedligeholdelse: Flere navne: authors list (link)
6. ↑  Lene Hansen. "2006-07 - Svar på § 20-spørgsmål: Om lungehindekræft".{{cite web}}:  CS1-vedligeholdelse: url-status (link)
7. ↑  "Fordobling af anmeldelser af lungehindekræft". Landsorganisationen i Danmark. 26. april 2008.{{cite web}}:  CS1-vedligeholdelse: url-status (link)